# شهرک گلستان (شیراز)
شهرک گلستان در شمال غربی شهر شیراز و در مجاورت بزرگراه سپیدان-شیراز، زیرگذر شهرک گلستان، ورودی جاده شهرصدرا، پل دکتر خدادوست و شهرک‌هایی همچون بهشتی، حافظ، استقلال و بزین و همچنین کوه دراک است.
شهرک گلستان در ارتفاع ۱۹۰۰ متری از سطح دریا قرار دارد.

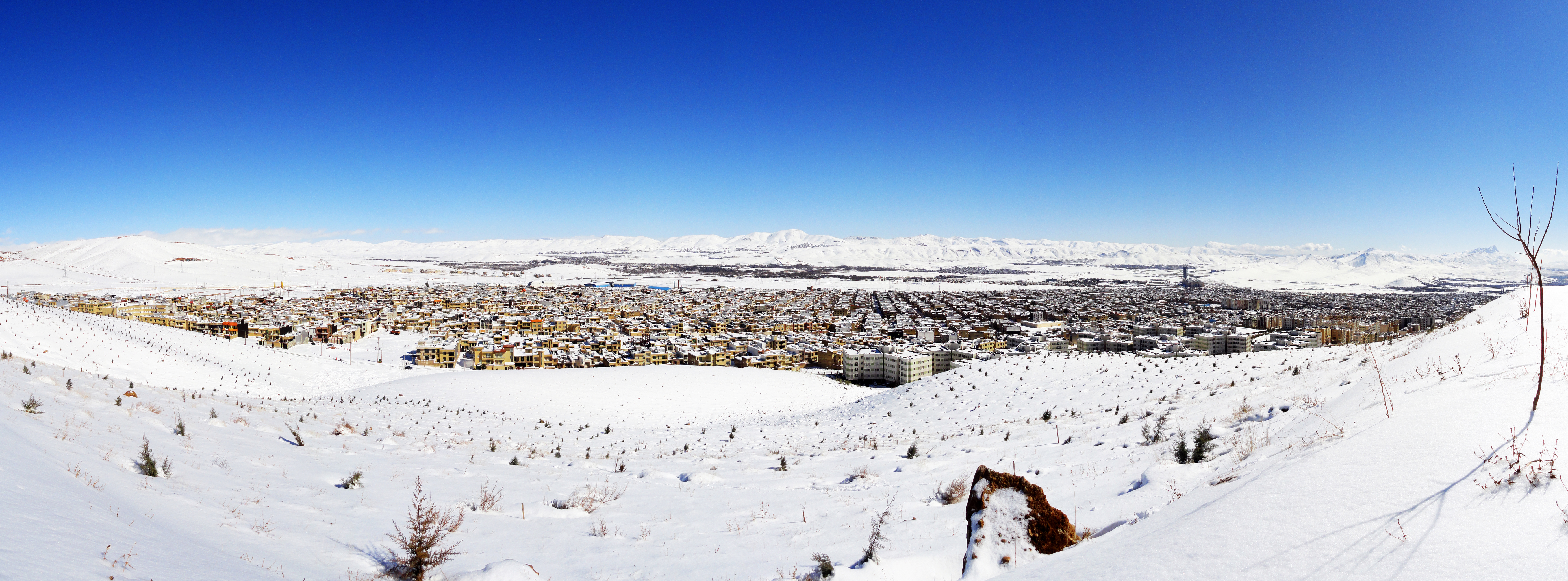
یک روز برفی در شهرک گلستان

این شهرک جز شهرک های خوب شیراز با مزیت هوای بسیار پاک با توجه به نزدیک بودن به کوه دراک است. از جمله مزیت های دیگر این شهرک قرار گرفتن
نمایشگاه بین‌المللی شیراز و دانشگاه پیام نور شیراز در شمال این شهرک می‌باشد. همچنین مجتمع خلیج فارس، بیمارستان اعصاب و روان پرتو و ایستگاه راه آهن شیراز در مجاورت این شهرک قرار دارند.
لازم به ذکر است شهرک گلستان با داشتن چندین بازارچه، تعداد زیادی داروخانه، چند درمانگاه خصوصی و دولتی، برگزاری شنبه بازار، فست فود و بیرون برهای متنوع، شعب بانکهای مختلف وسالن های ورزشی و مجاورت با مجتمع خلیج فارس تا حد زیادی از پس تأمین نیازهای روزمره ساکنینش برمی آید.

## جمعیت
بر طبق سرشماری رسمی سال ۱۳۹۵ این منطقه دارای جمعیتی بالغ بر ۷۵٬۰۰۰ نفر بوده‌است.

## نگارخانه

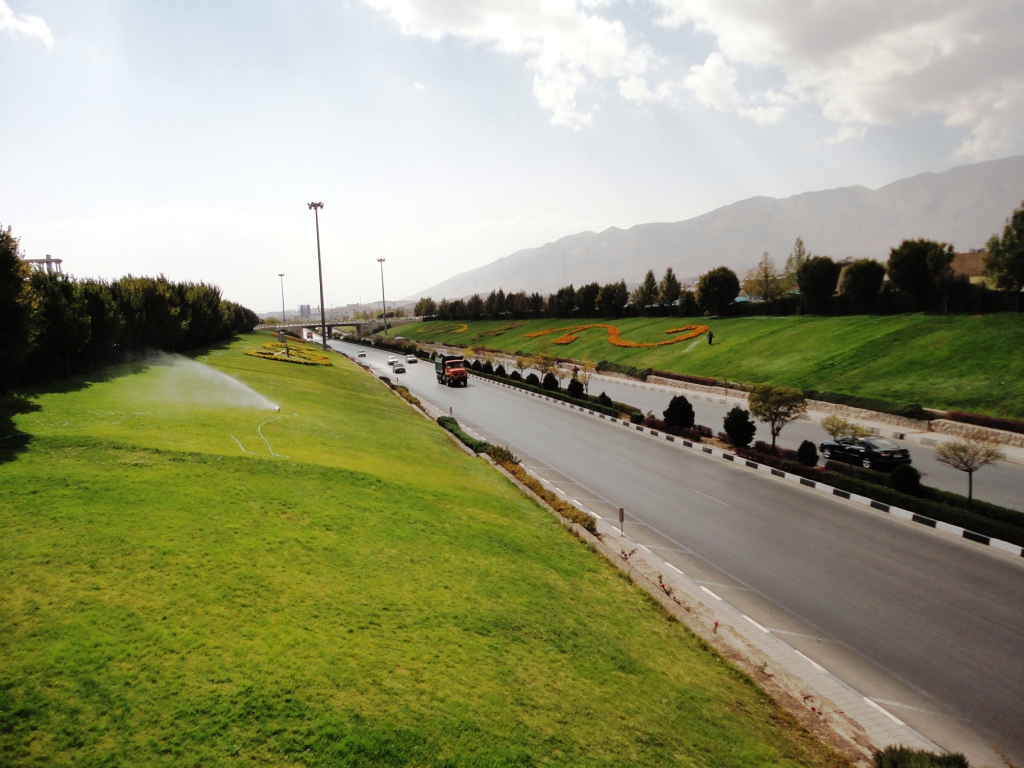
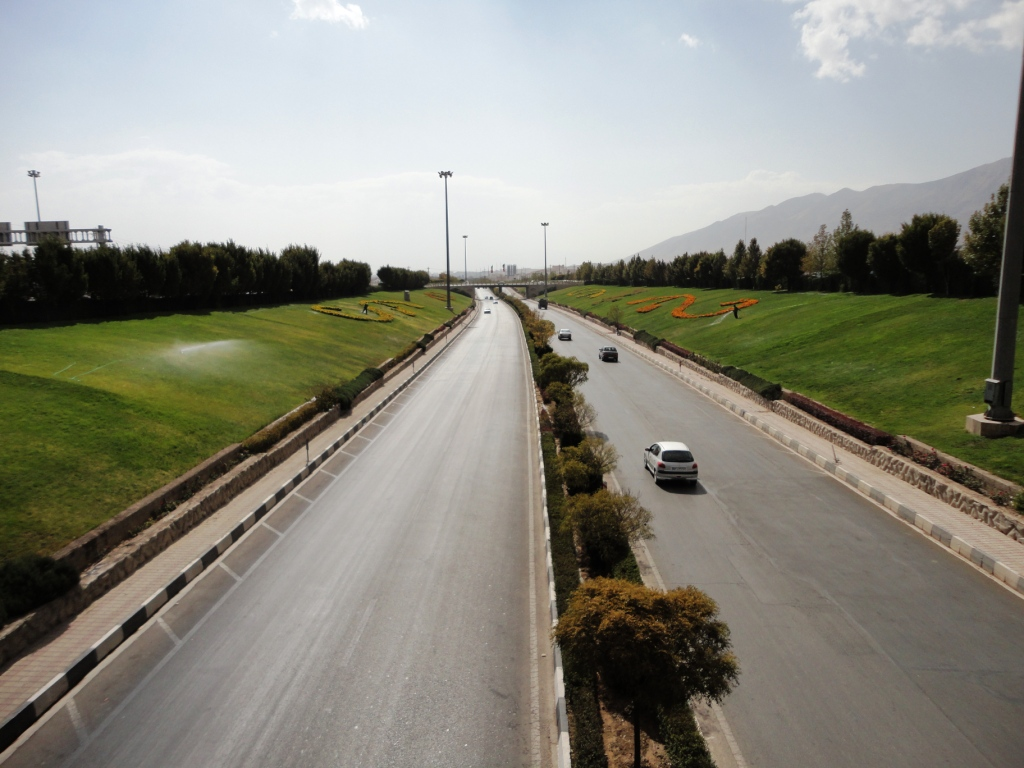
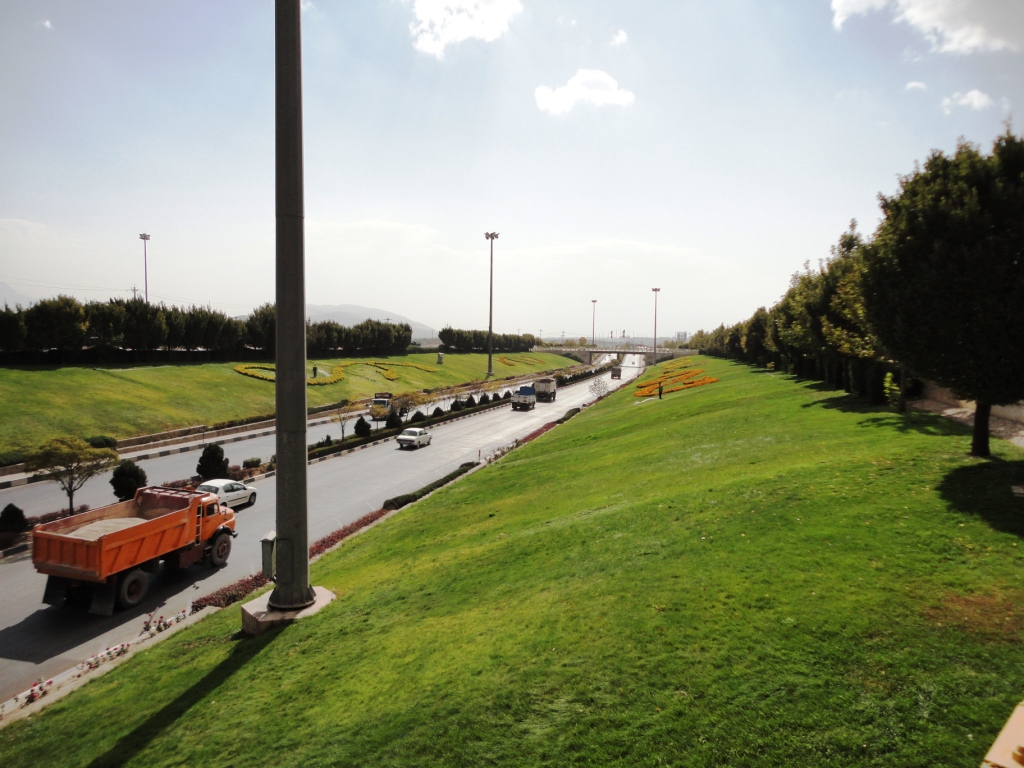